# José Luis Coraggio
José Luis Coraggio (1938) es un economista argentino formado en la Escuela de Economía de la Universidad de Buenos Aires (UBA) y Magister Artium en Ciencia Regional en el Wharton Business School de la Universidad de Pensilvania
. Profesor Emérito de la Universidad Nacional de General Sarmiento.
Tiene una experiencia prolongada como investigador, docente universitario y profesional en el campo de la economía en: México (1976-80), Nicaragua (1981-85), Ecuador (1986-1990), Estados Unidos (1991-94) y Argentina (1961-76 y desde 1995 a la fecha). En este último país, fue Rector electo de La Universidad Nacional de General Sarmiento (UNGS) entre 1998 y 2002 y Director-Organizador del Instituto del Conurbano (ICO) de dicha Universidad. Actualmente es Investigador-Docente en el área de Sistemas Económicos Urbanos en el Instituto del Conurbano y desde el 2003, Director Académico de la Maestría en Economía Social (MAES), que dicta el ICO. Investigador Invitado del Instituto de Altos Estudios Nacionales (IAEN) del Ecuador
Ha dedicado los últimos años al desarrollo de investigaciones sobre la Economía Social, su teoría y su método. Actualmente es responsable de la coordinación del eje económico del proyecto de investigación regional: "Democracias en Revolución & Revoluciones en Democracia" coordinado por el IAEN y dirigido por Ramón Torres.
Es autor o coautor de más de 30 libros y 150 artículos.